# Hyundai Alcazar

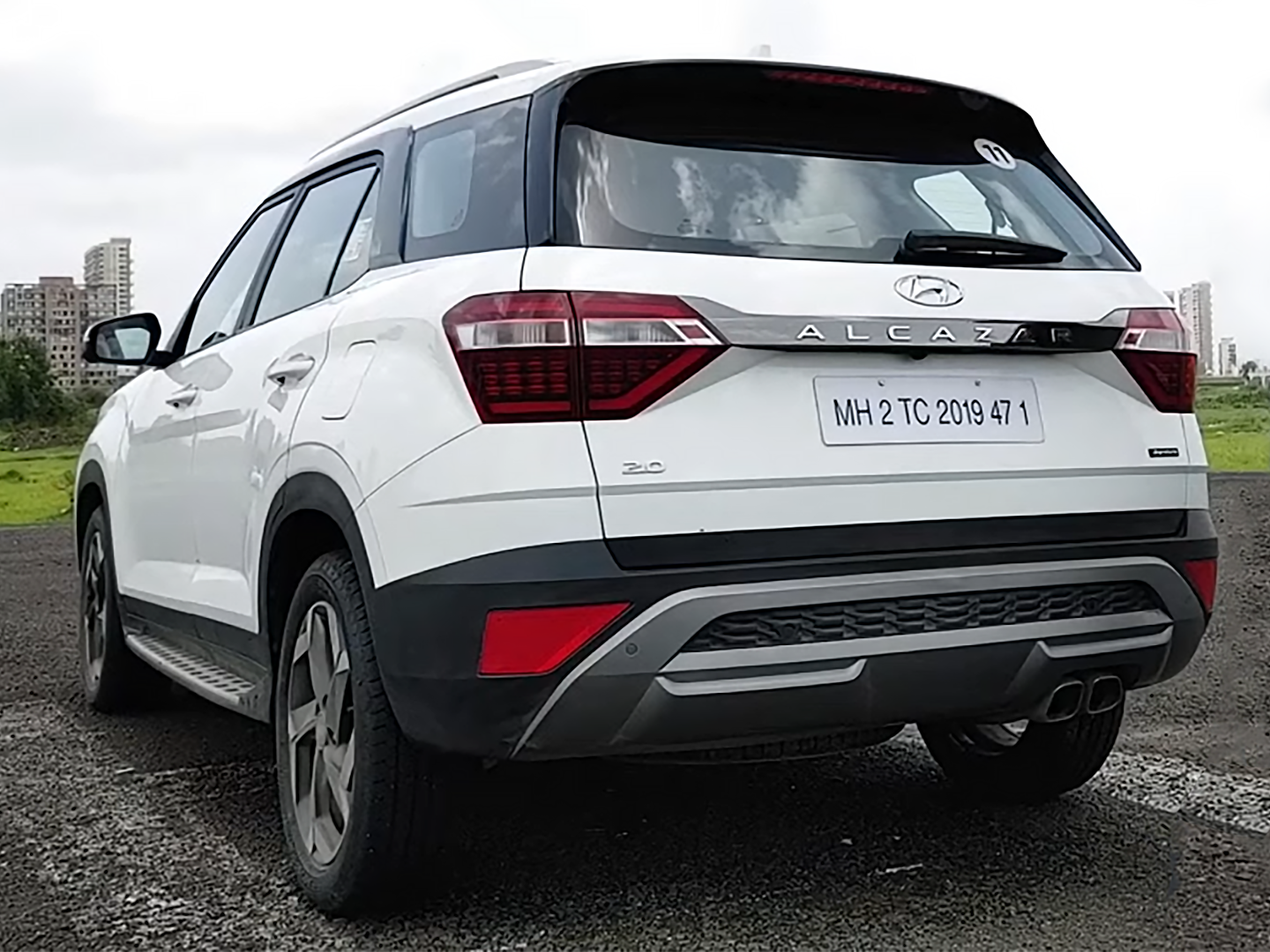
Heckansicht

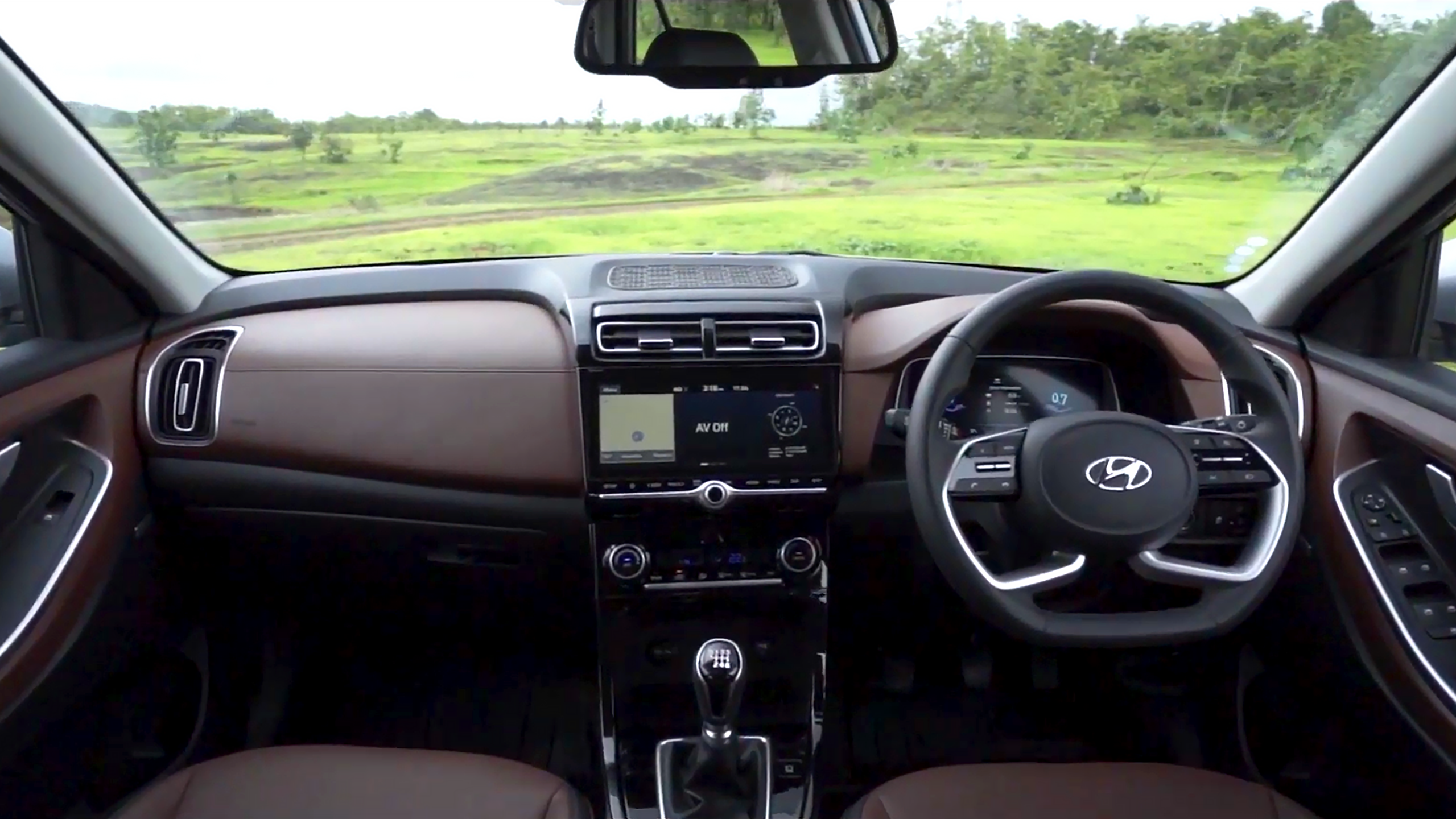
Innenansicht

Der Hyundai Alcazar ist ein Sport Utility Vehicle des südkoreanischen Automobilherstellers Hyundai.

## Geschichte
Vorgestellt wurde das Fahrzeug zunächst im April 2021 für den indischen Markt. Dort kam es zwei Monate später in den Handel. Der mexikanische Markt folgte im Oktober 2021. Dort wird das Fahrzeug als Hyundai Creta Grand vermarktet. Als Hyundai Grand Creta wird das SUV seit März 2022 in Südafrika verkauft. Eine überarbeitete Version der Baureihe präsentierte Hyundai im August 2024.
Technisch basiert die Baureihe auf der zweiten Generation des Hyundai Creta, hat aber 15 cm mehr Radstand und eine dritte Sitzreihe.

## Technische Daten
Als Antrieb standen für das 4,5 m lange SUV zunächst ein 2,0-Liter-Ottomotor mit 117 kW (159 PS) oder ein 1,5-Liter-Dieselmotor mit 85 kW (115 PS) zur Wahl. Beide haben serienmäßig ein 6-Gang-Schaltgetriebe, gegen Aufpreis ist ein 6-Stufen-Automatikgetriebe erhältlich. Der 2,0-Liter-Benziner wurde im Februar 2023 von einem nahezu gleich starken 1,5-Liter-Benziner mit Turbolader ersetzt. Statt des Automatikgetriebes ist hier ein Doppelkupplungsgetriebe verfügbar. Allradantrieb ist für die Baureihe nicht erhältlich.
|                                             | 1.5 T-GDi                          | 2.0 MPi                      | 1.5 CRDi                     |
| Bauzeitraum                                 | seit 02/2023                       | 06/2021–02/2023              | seit 06/2021                 |
| Motorkenndaten                              |                                    |                              |                              |
| Motortyp                                    | R4-Ottomotor                       | R4-Ottomotor                 | R4-Dieselmotor               |
| Hubraum                                     | 1482 cm³                           | 1999 cm³                     | 1493 cm³                     |
| Verdichtungsverhältnis                      | k. A.                              | 10,8 : 1                     | 16,0 : 1                     |
| max. Leistung bei min−1                     | 118 kW (160 PS) / 5500             | 117 kW (159 PS) / 6500       | 85 kW (115 PS) / 4000        |
| max. Drehmoment bei min−1                   | 253 Nm / 1500–3500                 | 191 Nm / 4500                | 250 Nm / 1500–2750           |
| Kraftübertragung                            |                                    |                              |                              |
| Antrieb, serienmäßig                        | Vorderradantrieb                   | Vorderradantrieb             | Vorderradantrieb             |
| Getriebe, serienmäßig                       | 6-Gang-Schaltgetriebe              | 6-Gang-Schaltgetriebe        | 6-Gang-Schaltgetriebe        |
| Getriebe, optional                          | [7-Stufen-Doppelkupplungsgetriebe] | [6-Stufen-Automatikgetriebe] | [6-Stufen-Automatikgetriebe] |
| Messwerte                                   |                                    |                              |                              |
| Höchstgeschwindigkeit                       | k. A.                              | 190 km/h [190 km/h]          | 190 km/h [190 km/h]          |
| Beschleunigung, 0–100 km/h                  | k. A.                              | 9,5 s [10,5 s]               | k. A. [10,5 s]               |
| Kraftstoffverbrauch auf 100 km (kombiniert) | k. A.                              | 8,5 l Super [8,9 l Super]    | k. A. [6,5 l Diesel]         |
| Tankinhalt                                  | 50 l                               | 50 l                         | 50 l                         |